# Copa de baloncesto de Alemania 2025
La 58ª edición de la Copa de baloncesto de Alemania (en alemán Deutscher Pokalsieger y conocida popularmente como BBL-Pokal) se celebró desde el 14 de septiembre de 2024 al 16 de febrero de 2025, y es la copa domestica de la BBL. El campeón fue el Mitteldeutscher BC, que lograba así su primer título.

## Clasificación
Se clasificaron para disputar la copa los 16 primeros clasificados de la Basketball Bundesliga 2023-24. Los ocho primeros pasan directamente a octavos de final. Los equipos que se ubicaron del noveno al 16 serán cabezas de serie y los dos equipos relegados, junto con los seis mejores equipos de la ProA de la temporada anterior, no serán cabezas de serie para el sorteo. El equipo del grupo no cabeza de serie tiene la ventaja de jugar en casa. Después de eso, se utilizará un sorteo abierto para las otras rondas.

## Calendario
El calendario de la competición para la edición de 2025 es el siguiente:
| Ronda            | Fechas                      |
| ---------------- | --------------------------- |
| Primera ronda    | 13–15 de septiembre de 2024 |
| Octavos de final | 11–13 de octubre de 2024    |
| Cuartos de final | 7–9 de diciembre de 2024    |
| Final Four       | 15–16 de febrero de 2025    |

## Primera ronda
El sorteo tuvo lugar el 14 de julio de 2023. Los partidos tuvieron lugar entre el 13 y el 15 de septiembre de 2024.
| 13 de septiembre de 2024 | Gladiators Trevers                                                                         | 68–71                                 | Skyliners Frankfurt                                                                   | Tréveris                                                                                             |  |
| 20:00                    | Parciales: 19–11, 15–21, 17–20, 17–19                                                      | Parciales: 19–11, 15–21, 17–20, 17–19 | Parciales: 19–11, 15–21, 17–20, 17–19                                                 | |  |
|                          | Estadísticas Behnam Yakhchali (14) Nolan Adekunle (7) Marcus Graves (4) Marten Linßen (10) | Reporte Pts Reb Asts Val              | Estadísticas (21) Trey Calvin (13) David Muenkat (3) Booker Coplin (17) Malik Parsons | Pabellón: Trier Arena Asistencia: 3567 espectadores Árbitros: Martin Matip Johannes Hack Danjana Rey |  |

| 14 de septiembre de 2024 | Tigers Tübingen                                                                                 | 63–91                                 | Baskets Oldenburg                                                                                | Tubinga |  |
| 18:30                    | Parciales: 19–17, 19–27, 11–24, 14–23                                                           | Parciales: 19–17, 19–27, 11–24, 14–23 | Parciales: 19–17, 19–27, 11–24, 14–23                                                            | |  |
|                          | Estadísticas Kenneth Cooper (23) Samuel Idowu (5) M. Tention, P. Hecker (4) Kenneth Cooper (23) | Reporte Pts Reb Asts Val              | Estadísticas (22) Geno Crandall (8) Len Schoormann (4) E. Brooks, G. Crandall (26) Geno Crandall | Pabellón: Paul Horn-Arena Asistencia: 1504 espectadores Árbitros: Carsten Straube Tamer Arik Alexandra Pawlik |  |

| 14 de septiembre de 2024 | Crailsheim Merlins                                                                       | 79–77                                 | Rostock Seawolves                                                                                    | Crailsheim |  |
| 18:30                    | Parciales: 25–18, 21–21, 15–19, 18–19                                                    | Parciales: 25–18, 21–21, 15–19, 18–19 | Parciales: 25–18, 21–21, 15–19, 18–19                                                                | |  |
|                          | Estadísticas Devon Goodman (18) Anthony Gaines (11) Devon Goodman (3) Devon Goodman (19) | Reporte Pts Reb Asts Val              | Estadísticas (14) D'Shawn Schwartz (5) A. Šķēle, R. Amaize (4) Aigars Šķēle (14) A. Šķēle, R. Amaize | Pabellón: Arena Hohenlohe Asistencia: 2027 espectadores Árbitros: Benjamin Barth Armin Mutapčić Adrián Iglesias Ambrosio |  |

| 14 de septiembre de 2024 | Gießen 46ers                                                            | 79–103                                | Mitteldeutscher BC                                                                              | Gießen |  |
| 20:00                    | Parciales: 26–19, 16–32, 16–25, 21–27                                   | Parciales: 26–19, 16–32, 16–25, 21–27 | Parciales: 26–19, 16–32, 16–25, 21–27                                                           | |  |
|                          | Estadísticas Kyle Castlin (19) Šimon Krajčovič (5) Šimon Krajčovič (22) | Reporte Pts Reb Asts Val              | Estadísticas (30) Tyren Johnson (6) M. Devoe, I. Tkachenko (7) Michael Devoe (31) Michael Devoe | Pabellón: Sportgalle Gießen-Ost Asistencia: 1832 espectadores Árbitros: Anne Panther Christian Theis Sascha Alan Gilbert |  |

| 14 de septiembre de 2024 | Karlsruhe Lions                                                                    | 57–78                                 | Bamberg Baskets                                                                           | Karlsruhe                                                                                |  |
| 20:00                    | Parciales: 17–14, 15–23, 13–25, 12–16                                              | Parciales: 17–14, 15–23, 13–25, 12–16 | Parciales: 17–14, 15–23, 13–25, 12–16                                                     |                                                                                          |  |
|                          | Estadísticas Lachlan Dent (13) Lukas Herzog (8) Lachlan Dent (5) Lukas Herzog (14) | Reporte Pts Reb Asts Val              | Estadísticas (16) Moritz Krimmer (7) Keyshawn Feazell (3) Kyle Lofton (20) Moritz Krimmer | Pabellón: Europahalle Asistencia: 2497 espectadores Árbitros: Enrico Streit Andreas Bohn |  |

| 15 de septiembre de 2024 | Phoenix Hagen                                                                                  | 80–83                                 | BG Göttingen                                                                                   | Hagen |  |
| 15:00                    | Parciales: 19–23, 22–20, 11–19, 28–21                                                          | Parciales: 19–23, 22–20, 11–19, 28–21 | Parciales: 19–23, 22–20, 11–19, 28–21                                                          | |  |
|                          | Estadísticas Sincere Carry (19) Lennart Boner (8) Sincere Carry (6) S. Carry, T. Uhlemann (18) | Reporte Pts Reb Asts Val              | Estadísticas (23) Demajeo Wiggins (11) Demajeo Wiggins (4) Jarred Godfrey (32) Demajeo Wiggins | Pabellón: Ischelandhalle Asistencia: 2319 espectadores Árbitros: Gentian Cici Zulfikar Oruzgani Radeesh Kattur |  |

| 15 de septiembre de 2024 | USC Heidelberg                                                                         | 96–89                                 | Hamburg Towers                                                                          | Heidelberg                                                                                                 |  |
| 15:00                    | Parciales: 21–24, 21–12, 24–27, 30–26                                                  | Parciales: 21–24, 21–12, 24–27, 30–26 | Parciales: 21–24, 21–12, 24–27, 30–26                                                   | |  |
|                          | Estadísticas Ryan Mikesell (25) Ryan Mikesell (9) Alex Barcello (7) Ryan Mikesell (28) | Reporte Pts Reb Asts Val              | Estadísticas (25) Jaizec Lottie (9) Kur Kuath (3) J. Lottie, O. Rich (24) Jaizec Lottie | Pabellón: SNP Dome Asistencia: 2615 espectadores Árbitros: Christof Madinger Clemens Fritz Nicolas Brendel |  |

| 15 de septiembre de 2024 | Medipolis SC Jena                                                                             | 70–80                                 | Basketball Löwen Braunschweig                                                          | Jena |  |
| 16:30                    | Parciales: 14–22, 15–20, 16–19, 25–19                                                         | Parciales: 14–22, 15–20, 16–19, 25–19 | Parciales: 14–22, 15–20, 16–19, 25–19                                                  | |  |
|                          | Estadísticas Zachery Cooks (20) L. Bank, R. Christen (7) Zachery Cooks (3) Zachery Cooks (18) | Reporte Pts Reb Asts Val              | Estadísticas (15) Luka Ščuka (6) G. Schilling, F. Zylka (8) A. Velička (20) Luka Ščuka | Pabellón: Sparkassen-Arena Asistencia: 2214 espectadores Árbitros: Robert Lottermoser Steve Bittner Nermin Hodzic |  |

## Octavos de final
El sorteo tuvo lugar el 25 de julio de 2024. Los partidos se celebraron entre el 11 y el 13 de octubre de 2024.
| 11 de octubre de 2024 | BG Göttingen                                                                                        | 86–78                                 | Würzburg Baskets                                                                                | Gotinga |  |
| 20:00                 | Parciales: 23–18, 17–18, 17–23, 29–19                                                               | Parciales: 23–18, 17–18, 17–23, 29–19 | Parciales: 23–18, 17–18, 17–23, 29–19                                                           | |  |
|                       | Estadísticas Kostja Mushidi (20) Zachary Ensminger (8) Zachary Ensminger (5) Zachary Ensminger (25) | Reporte Pts Reb Asts Val              | Estadísticas (20) Jhivvan Jackson (10) Zachary Seljaas (5) Jhivvan Jackson (21) Zachary Seljaas | Pabellón: Sparkassen Arena Asistencia: 2107 espectadores Árbitros: Carsten Straube Dennis Sirowi Sascha Alan Gilbert |  |

| 12 de octubre de 2024 | Skyliners Frankfurt                                                                  | 85–79                                 | Baskets Oldenburg                                                                         | Fráncfort del Meno                                                                                            |  |
| 16:30                 | Parciales: 19–16, 24–10, 21–16, 21–37                                                | Parciales: 19–16, 24–10, 21–16, 21–37 | Parciales: 19–16, 24–10, 21–16, 21–37                                                     | |  |
|                       | Estadísticas Trey Calvin (27) Einaras Tubutis (8) Booker Coplin (6) Trey Calvin (22) | Reporte Pts Reb Asts Val              | Estadísticas (29) Justin Jaworski (7) Artur Konontšuk (4) Eli Brooks (23) Justin Jaworski | Pabellón: Süwag Energie ARENA Asistencia: 1800 espectadores Árbitros: Clemens Fritz Johannes Hack Andres Bohn |  |

| 12 de octubre de 2024 | Bamberg Baskets                                                                      | 103–100                               | ratiopharm Ulm                                                                              | Bamberg                                                                                                   |  |
| 18:30                 | Parciales: 21–31, 25–20, 25–18, 32–31                                                | Parciales: 21–31, 25–20, 25–18, 32–31 | Parciales: 21–31, 25–20, 25–18, 32–31                                                       | |  |
|                       | Estadísticas Kyle Lofton (25) KeyShawn Feazell (8) Ronaldo Segu (6) Kyle Lofton (25) | Reporte Pts Reb Asts Val              | Estadísticas (23) Alfonso Plummer (6) Isaiah Roby (6) Justinian Jessup (26) Alfonso Plummer | Pabellón: Brose Arena Asistencia: 3826 espectadores Árbitros: Christof Madinger Enrico Streit Danjana Rey |  |

| 12 de octubre de 2024 | Basketball Löwen Braunschweig                                                    | 68–89                                 | Rasta Vechta                                                                    | Brunswick                                                                                                   |  |
| 20:00                 | Parciales: 16–26, 20–22, 17–21, 15–20                                            | Parciales: 16–26, 20–22, 17–21, 15–20 | Parciales: 16–26, 20–22, 17–21, 15–20                                           | |  |
|                       | Estadísticas Arnas Velička (15) Luka Ščuka (8) Arnas Velička (6) Luka Ščuka (17) | Reporte Pts Reb Asts Val              | Estadísticas (25) Joel Aminu (7) Lloyd Pandi (6) Tyger Campbell (24) Joel Aminu | Pabellón: Volkswagen Halle Asistencia: 2363 espectadores Árbitros: Steve Bittner Oliver Krause Anne Panther |  |

| 13 de octubre de 2024 | USC Heidelberg                                                                         | 78–73                                 | Niners Chemnitz                                                                                                | Heidelberg                                                                                                |  |
| 15:00                 | Parciales: 19–10, 23–25, 15–15, 21–23                                                  | Parciales: 19–10, 23–25, 15–15, 21–23 | Parciales: 19–10, 23–25, 15–15, 21–23                                                                          | |  |
|                       | Estadísticas Ryan Mikesell (29) Ryan Mikesell (6) Ryan Mikesell (6) Ryan Mikesell (34) | Reporte Pts Reb Asts Val              | Estadísticas (22) Victor Bailey Jr. (7) Olivier Nkamhoua (6) DeAndre Lansdowne (16) V. Bailey Jr., O. Nkamhoua | Pabellón: SNP Dome Asistencia: 2760 espectadores Árbitros: Robert Lottermoser Moritz Krüper Nermin Hodzic |  |

| 13 de octubre de 2024 | Crailsheim Merlins                                                                                      | 74–75                                 | Alba Berlin | Crailsheim |  |
| 16:30                 | Parciales: 26–17, 17–11, 19–22, 12–25                                                                   | Parciales: 26–17, 17–11, 19–22, 12–25 | Parciales: 26–17, 17–11, 19–22, 12–25                                                                           | |  |
|                       | Estadísticas Vincent Shahid (15) L. Griffin, A. Gaines (6) V. Shahid, A. Gaines (4) Anthony Gaines (21) | Reporte Pts Reb Asts Val              | Estadísticas (16) Matteo Spagnolo (8) J. Bean, T. Williams (5) Martin Hermannsson (16) M. Spagnolo, T. Williams | Pabellón: Arena Hohenlohe Asistencia: 2320 espectadores Árbitros: Benjamin Barth Armin Mutapcic Nicolas Rotter |  |

| 13 de octubre de 2024 | Riesen Ludwigsburg                                                          | 77–85                                 | Mitteldeutscher BC                                                                                | Ludwigsburg |  |
| 16:30                 | Parciales: 22–10, 21–29, 17–20, 17–26                                       | Parciales: 22–10, 21–29, 17–20, 17–26 | Parciales: 22–10, 21–29, 17–20, 17–26                                                             | |  |
|                       | Estadísticas Joel Scott (23) Joel Scott (8) Ezra Mañjon (6) Joel Scott (21) | Reporte Pts Reb Asts Val              | Estadísticas (20) Michael Devoe (6) T. Johnson, T. Brewer (4) Charles Callison (23) Michael Devoe | Pabellón: Arena Ludwigsburg Asistencia: 2971 espectadores Árbitros: Gentian Cici Kristap Konstantinovs Tamer Arik |  |

| 13 de octubre de 2024 | Telekom Baskets Bonn                                                                     | 85–91                                 | Bayern Munich                                                                            | Bonn |  |
| 18:00                 | Parciales: 26–19, 20–22, 15–29, 24–21                                                    | Parciales: 26–19, 20–22, 15–29, 24–21 | Parciales: 26–19, 20–22, 15–29, 24–21                                                    | |  |
|                       | Estadísticas Darius McGhee (24) Angelo Allegri (7) Darius McGhee (6) Jonathan Bähre (17) | Reporte Pts Reb Asts Val              | Estadísticas (23) Carsen Edwards (7) Devin Booker (6) Vladimir Lučić (21) Carsen Edwards | Pabellón: Telekom Dome Asistencia: 6000 espectadores Árbitros: Anne Panther Christian Theis Nicolas Brendel |  |

## Cuartos de final
El sorteo tuvo lugar el 13 de octubre de 2024. Los partidos se disputaron entre el 7 y el 9 de diciembre de 2024. 
| 7 de diciembre de 2024 | Mitteldeutscher BC                                                                             | 100–85                                | USC Heidelberg                                                                         | Weißenfels |  |
| 18:30                  | Parciales: 34–18, 21–17, 29–27, 16–23                                                          | Parciales: 34–18, 21–17, 29–27, 16–23 | Parciales: 34–18, 21–17, 29–27, 16–23                                                  | |  |
|                        | Estadísticas Spencer Reaves (36) John Bryant (5) M. Devoe, C. Callison (5) Spencer Reaves (38) | Reporte Pts Reb Asts Val              | Estadísticas (21) Ryan Mikesell (7) Osun Osunniyi (5) Ryan Mikesell (23) Ryan Mikesell | Pabellón: Stadthalle Weißenfels Asistencia: 2800 espectadores Árbitros: Anne Panther Steve Bittner Johannes Hack |  |

| 8 de diciembre de 2024 | Bamberg Baskets                                                                     | 80–67                                 | Alba Berlin                                                                                | Bamberg |  |
| 18:00                  | Parciales: 21–16, 14–20, 27–17, 18–14                                               | Parciales: 21–16, 14–20, 27–17, 18–14 | Parciales: 21–16, 14–20, 27–17, 18–14                                                      | |  |
|                        | Estadísticas Ronaldo Segu (16) Filip Stanić (11) Ronaldo Segu (8) Filip Stanić (21) | Reporte Pts Reb Asts Val              | Estadísticas (15) Matt Thomas (9) David McCormack (6) Matteo Spagnolo (16) David McCormack | Pabellón: Brose Arena Asistencia: 5700 espectadores Árbitros: Robert Lottermoser Benjamin Barth Christof Madinger |  |

| 7 de diciembre de 2024 | BG Göttingen                                                                        | 67–78                                 | Skyliners Frankfurt                                                                         | Gotinga |  |
| 20:00                  | Parciales: 18–17, 18–20, 13–19, 18–22                                               | Parciales: 18–17, 18–20, 13–19, 18–22 | Parciales: 18–17, 18–20, 13–19, 18–22                                                       | |  |
|                        | Estadísticas Tra Holder (18) Collin Welp (7) Zachary Ensminger (3) Collin Welp (19) | Reporte Pts Reb Asts Val              | Estadísticas (23) Trey Calvin (10) Booker Coplin (4) T. Calvin, M. Parsons (25) Trey Calvin | Pabellón: Sparkassen-Arena Asistencia: 3190 espectadores Árbitros: Martin Matip Zulfikar Oruzgani Clemens Fritz |  |

| 9 de diciembre de 2024 | Bayern Munich                                                                                        | 103–67                                | Rasta Vechta                                                                                                | Múnich                                                                                                  |  |
| 20:00                  | Parciales: 31–16, 25–19, 20–17, 27–15                                                                | Parciales: 31–16, 25–19, 20–17, 27–15 | Parciales: 31–16, 25–19, 20–17, 27–15                                                                       | |  |
|                        | Estadísticas Carsen Edwards (29) O. da Silva, N. Giffey (7) Nick Weiler-Babb (4) Carsen Edwards (27) | Reporte Pts Reb Asts Val              | Estadísticas (30) Brandon Randolph (11) Brandon Randolph (3) M. Bothwell, T. Campbell (29) Brandon Randolph | Pabellón: BMW Park Asistencia: 6157 espectadores Árbitros: Gentian Cici Christian Theis Carsten Straube |  |

## Final Four
Los partidos tuvieron lugar el 15 y 16 de febrero de 2025.
|  | Semifinales         | Semifinales     |                    |    | Final | Final |
|  |                     |                 |                    |    |       |       |
|  | 15 de febrero       |                 |                    |    |       |       |
|  |                     |                 |                    |    |       |       |
|  | Bayern Munich       | 93              |                    |    |       |       |
|  | Bayern Munich       | 93              | 16 de febrero      |    |       |       |
|  | Mitteldeutscher BC  | 95              |                    |    |       |       |
|  | Mitteldeutscher BC  | 95              | Mitteldeutscher BC | 97 |       |       |
|  | 15 de febrero       |                 | Mitteldeutscher BC | 97 |       |       |
|  |                     | Bamberg Baskets | 87                 |    |       |       |
|  | Skyliners Frankfurt | Bamberg Baskets | 87                 | 63 |       |       |
|  | Skyliners Frankfurt |                 |                    | 63 |       |       |
|  | Bamberg Baskets     | 76              |                    |    |       |       |
|  | Bamberg Baskets     | 76              |                    |    |       |       |

### Semifinales
| 15 de febrero de 2025 | Bayern Munich                                                                                 | 93–95                                 | Mitteldeutscher BC                                                                               | Weißenfels |  |
| 16:00                 | Parciales: 20–22, 23–26, 30–25, 20–22                                                         | Parciales: 20–22, 23–26, 30–25, 20–22 | Parciales: 20–22, 23–26, 30–25, 20–22                                                            | |  |
|                       | Estadísticas Carsen Edwards (21) Vladimir Lučić (6) Nick Weiler-Babb (11) Carsen Edwards (21) | Reporte Pts Reb Asts Val              | Estadísticas (23) Spencer Reaves (9) Martin Breunig (8) M. Devoe, C. Callison (32) Michael Devoe | Pabellón: Stadthalle Weißenfels Asistencia: 3000 espectadores Árbitros: Anne Panther Gentian Cici Zulfikar Oruzgani |  |

| 15 de febrero de 2025 | Skyliners Frankfurt                                                                       | 63–76                                 | Bamberg Baskets                                                                                 | Weißenfels |  |
| 19:00                 | Parciales: 15–23, 16–12, 18–23, 14–18                                                     | Parciales: 15–23, 16–12, 18–23, 14–18 | Parciales: 15–23, 16–12, 18–23, 14–18                                                           | |  |
|                       | Estadísticas Jordan Theodore (13) David Muenkat (11) Malik Parsons (5) David Muenkat (15) | Reporte Pts Reb Asts Val              | Estadísticas (20) Ibrahim Watson-Boye (8) Filip Stanić (5) Kyle Lofton (18) Ibrahim Watson-Boye | Pabellón: Stadthalle Weißenfels Asistencia: 3000 espectadores Árbitros: Robert Lottermoser Martin Matip Johannes Hack |  |

### Final
| 16 de febrero de 2025 | Mitteldeutscher BC                                                                                | 97–87                                 | Bamberg Baskets                                                                              | Weißenfels |  |
| 16:00                 | Parciales: 28–17, 22–22, 25–21, 22–27                                                             | Parciales: 28–17, 22–22, 25–21, 22–27 | Parciales: 28–17, 22–22, 25–21, 22–27                                                        | |  |
|                       | Estadísticas Michael Devoe (27) Ivan Tkachenko (6) C. Callison, S. Reaves (6) Martin Breunig (22) | Reporte Pts Reb Asts Val              | Estadísticas (22) Ronaldo Segu (8) Moritz Krimmer (6) K. Lofton, R. Segu (25) Moritz Krimmer | Pabellón: Stadthalle Weißenfels Asistencia: 3000 espectadores Árbitros: Anne Panther Gentian Cici Zulfikar Oruzgani |  |